# Jorge Contegni
Jorge Contegni ist ein argentinischer Sänger (Tenor).
Contegnis Repertoire reicht von italienischer und spanischer Volksmusik über Tango, Musikkomödien, Zarzuelas und Opern bis hin zu Kammermusik und Liedern. 1995 gehörte er zur Besetzung bei der Aufführung der Oper El Jorobado de París II von Angel Mahler (Libretto: Pepe Cibrián Campoy) im Luna-Park-Stadion in Buenos Aires. Es folgten Auftritte in der Uraufführung der Zarzuela Viva la Verbena von Luis Aguilé und Aufführungen von Johann Christoph Pepuschs The Beggar’s Opera und Francis Poulencs Les mamelles de Tirésias am Teatro Avenida und von Gaetano Donizettis L’elisir d’amore und Gioachino Rossinis Il barbiere di Siviglia am Teatro Colón.
An der von Adelaida Negri gegründeten Casa de la Opera de Buenos Aires trat er in Donizettis Buffo-Oper Viva la Mamma und Giacomo Puccinis La Bohème auf. Mit der Pianistin Estela Ojeda führte er unter dem Titel Un tenor, un piano y melodías líricas einen Zyklus klassischer und moderner Lieder auf. Er ging mit einer Produktion des Teatro Astral von Zarzuela y Olé auf internationale Tournee und trat in Javier Zentners El diez, entre el cielo y el infierno am Teatro Metropolitan auf.
Weiterhin wirkte er an Luis Aguilés Produktionen von Alegrías de España, Escándalo en el Grand Hotel, Superfiesta und Por las calles de Madrid-España es una fiesta mit, die sämtlich auf CD erschienen. 2003 veröffentlichte er seine erste Solo-CD unter dem Titel El Corazón.

## Quelle
- Host news, 4. März 2005 - El Teatro Avenida presenta ciclo de romería española - Jorge Contegni, Curriculum

| Personendaten    | Personendaten                 |
| ---------------- | ----------------------------- |
| NAME             | Contegni, Jorge               |
| KURZBESCHREIBUNG | argentinischer Sänger (Tenor) |
| GEBURTSDATUM     | 20. Jahrhundert               |